# Boris Živković
Boris Živković (Živinice, 15 november 1975) is een voormalig betaald voetballer uit Kroatië, die speelde als verdediger.

## Clubcarrière
Živković beëindigde zijn actieve loopbaan in 2009 bij Hajduk Split en kwam verder uit voor achtereenvolgens NK Marsonia, NK Hrvatski, Bayer 04 Leverkusen, Portsmouth, VfB Stuttgart en 1. FC Köln.

## Interlandcarrière
Živković kwam in totaal 39 keer (twee doelpunten) uit voor de nationale ploeg van Kroatië in de periode 1999–2007. Onder leiding van bondscoach Miroslav Blažević maakte hij zijn debuut op 13 november 1999 in de vriendschappelijke uitwedstrijd tegen Frankrijk (3-0). Hij viel in dat duel na 62 minuten in voor Igor Štimac. Hij vertegenwoordigde zijn vaderland bij het WK 2002 in Japan en Zuid-Korea en het EK 2004 in Portugal.